# زرشوران
زرشوران، روستایی از توابع بخش تخت سلیمان شهرستان تکاب در استان آذربایجان غربی ایران است.

## جمعیت زرشوران
این روستا در دهستان احمدآباد قرار دارد و براساس سرشماری مرکز آمار ایران در سال ۱۳۸۵، جمعیت آن ۳۱۱۷ نفر (۶۱۹ خانوار) بوده‌است. یکی از بزرگترین معادن طلای ایران در این روستا قرار دارد.

## مردم شناسی
مردم این روستا تُرک هستند و به زبان ترکی آذربایجانی سخن می گویند